# استراتيجيات التكيف مع التغير المناخي في الساحل الألماني
استراتيجيات التكيف مع التغير المناخي في الساحل الألماني، تشمل السياسات الأوروبية والوطنية والإقليمية، والقطاعات الاقتصادية والمدنية المختلفة، وكذلك حماية السواحل. يعبر التغير المناخي بشكل عام عن التغيرات التي يمكن تحديدها إحصائيًا في خصائص المناخ والتي تستمر على مدى فترة زمنية أطول. تعرّفه اتفاقية الأمم المتحدة الإطارية بشأن التغير المناخي على أنه التغير في المناخ الناجم عن النشاط البشري والذي يمكن ملاحظته إلى جانب تقلب المناخ الطبيعي، ويمكن وصفه بالتغير المناخي بشري المنشأ. يفرض التغير المناخي تأثيرات محلية على الساحل الألماني، لذلك توجب إيجاد استراتيجيات تكيف مناسبة في الوقت الحاضر والمستقبل. بتّ مجلس الوزراء الاتحادي الألماني في الاستراتيجية الألمانية للتكيف مع التغير المناخي عام 2008، بهدف إنشاء إطار عمل وطني للحد من المخاطر على السكان والموائل وكذلك الاقتصاد.
يعدّ التكيف مصطلح متنازع عليه، ويُناقش على نطاق واسع بدون تعريف عام. تستخدم الاستراتيجية الألمانية تعريف الهيئة الحكومية الدولية المعنية بالتغير المناخي، إذ يشير إلى التكيف كتعديل للنظم الطبيعية أو البشرية، أو التغيرات المتوقعة في المناخ من أجل تقليل الضرر. ينظر هذا النهج إلى التغير المناخي باعتباره المصدر الرئيسي للضعف ولا يأخذ في الاعتبار أي أسباب اجتماعية. يبلغ طول الساحل الألماني 1600 كم إلى الغرب عند بحر الشمال و2100 كم إلى الشرق عند بحر البلطيق. تحد خمس ولايات بالمجمل الساحل الألماني. تعدّ كل من ساكسونيا السفلى وبريمن وهامبورغ أجزاءً من منطقة بحر الشمال، بينما تقع مكلنبورغ فوربومرن على بحر البلطيق، وتطل شلسفيغ هولشتاين على كلا البحريين. يمكن تعريف الساحل على أنه المنطقة التي تتأثر فيها الأرض بشكل كبير بالبحر والعكس صحيح.

## لمحة تاريخية عن التكيف مع التغير المناخي في الساحل الألماني
تعامل سكان المناطق الساحلية في ألمانيا دائمًا مع قوى الطبيعة، وخاصة الفيضانات المسببة بالعواصف، وكان عليهم التكيف مع الظروف المتغيرة. يُفترض أن السكان في شليسفيغ هولشتاين بدأوا في بناء السدود لحماية المساحات المعيشية والمستخدمة من ارتفاع مستوى سطح البحر والفيضانات المسببة بالعواصف خلال القرن الحادي عشر. بدأ التكيف مع التغير المناخي بشري المنشأ بشكل خاص في القرن الحادي والعشرين، على الرغم من انصباب التركيز في البداية على حماية المناخ. تبنت الحكومة الألمانية التكيف مع التغير المناخي لأول مرة في عام 2005 في إطار برنامجها لحماية المناخ.

## آثار التغير المناخي على الساحل الألماني
لا تتوفر تنبؤات مؤكدة وموثوقة لتأثيرات التغير المناخي بشري المنشأ على الساحل الألماني فيما يتعلق بدرجة الحرارة وهطول الأمطار والارتفاع في مستوى سطح البحر والفيضانات المسببة بالعواصف. تُظهر النماذج المختلفة نتائج مختلفة ويُفترض أن جميع التغييرات في نطاق النتائج لها نفس احتمالية حدوثها. يُتوقع ان ترتفع درجات الحرارة في نهاية القرن الحادي والعشرين بين +0.6 درجة مئوية و+6.2 درجة مئوية مقارنة بالفترة بين عامي 1990-1961. يُحتمل حدوث تغير في هطول الأمطار بين -47% و+73%.
يعدّ كل من مستوى سطح البحر والفيضانات المسببة بالعواصف من الظواهر المعقدة التي تتأثر بعوامل عدة، مثل المتغيرات الفلكية (المد والجزر) ومتغيرات الأرصاد الجوية (الرياح) والمتغيرات التكتونية (حركات توازن القشرة الأرضية)، مما صعّب التنبؤ بكيفية تغيرها مع التغير المناخي. يُتوقع أن يرتفع مستوى سطح البحر في بحر البلطيق، بما يتماشى مع متوسط الارتفاع العالمي المتوقع في مستوى سطح البحر. يُتوقع أن يرتفع متوسط مستوى سطح البحر العالمي 0.26-0.55 مترًا في الفترة من 2081 إلى 2100 مقارنة بمستوى سطح البحر في الفترة 1986-2005، وفقًا لتقرير التقييم الخامس للفريق الحكومي الدولي المعني بالتغير المناخي. تشير الدراسات إلى ارتفاع مستوى سطح البحر في ساحل بحر الشمال الألماني، خلال الفترة من 1843-2008 بمقدار 1.6 و1.8 ملم في السنة. لوحظت قيم أعلى في الساحل الغربي لشليسفيغ هولشتاين وقيم أقل في ساحل سكسون السفلى. يُتوقع أن يكون ارتفاع مستوى سطح البحر في بحر الشمال أعلى من المتوسط العالمي نتيجة انخفاض اليابسة في فترة ما بعد الجليدية. تتوفر أدلة إحصائية حول كيفية تغير مراحل الفيضانات المسببة بالعواصف مستقبلًا في بحر البلطيق. يُتوقع ارتفاع في مراحل الفيضانات المسببة بالعواصف في كلا البحرين بسبب ارتفاع مستوى سطح البحر المرتبط بالتغير المناخي.

## سياسة التكيف مع التغير المناخي
تلعب السياسات الأوروبية والوطنية والإقليمية دورًا في التكيف مع التغير المناخي في ساحل بحر الشمال الألماني وساحل بحر البلطيق. قدم الاتحاد الأوروبي عام 2009 الكتاب الأبيض للتكيف مع التغير المناخي: نحو إطار عمل أوروبي الذي كان أول نهج لسياسات التكيف المشتركة مع التغير المناخي. وضع الاتحاد الأوروبي عام 2013 إستراتيجية الاتحاد الأوروبي بشأن التكيف مع التغير المناخي. تعد برامج التكيف مع التغير المناخي الوطنية والمحلية للساحل الألماني في أغلب الأحيان جزءًا من إستراتيجية الاتحاد الأوروبي للتكيف مع التغير المناخي. يعد التخطيط الحضري جزءًا مهمًا من سياسات التكيف على الصعيد المحلي.

### السياسة الأوروبية للتكيف مع التغير المناخي في بحر الشمال وبحر البلطيق
يشمل برنامج منطقة بحر الشمال 2014-2020 التابع للمنصة الأوربية للتكيف مع المناخ بحر الشمال الألماني. يشمل صندوق التنمية الأوروبي الإقليمي مناطق ساحلية للمملكة المتحدة وبلجيكا وهولندا وألمانيا والدنمارك والسويد والنرويج. طور برنامج منطقة بحر الشمال برنامج تعاون، تبنته المفوضية الأوروبية في أغسطس 2015. يركز برنامج التعاون على التكيف مع آثار التغير المناخي والحفاظ على البيئة وتحفيز الاقتصاد الأخضر وتعزيز النقل الأخضر والتنقل الأخضر، وكذلك دعم النمو في منطقة بحر الشمال. تعد امانة بحر وادن الفاعل الآخر في التكيف مع التغير المناخي في منطقة بحر الشمال الألمانية، وهي بمثابة تعاون بين الدنمارك وهولندا وألمانيا استحدثت في عام 1978 لحماية بحر وادن ككيان بيئي.
تتعامل أمانة بحر وادن مع آثار التغير المناخي على بحر وادن وتبلغ عنها. تأسست مجموعة العمل المعنية بحماية السواحل وارتفاع مستوى سطح البحر عام 1988 للتعامل مع آثار التغير المناخي. نشرت المجموعة حتى عام 2010 ثلاثة تقارير قدمت المعلومات للمؤتمرات الحكومية.
طُورت منصة التكيف مع المناخ التابعة للاتحاد الأوروبي برنامج منطقة بحر البلطيق، لتعزيز التنمية والتعاون بين الدول المجاورة لبحر البلطيق.  نشر مشروع الاتحاد الأوروبي BALTADAPT السابق (إستراتيجية التكيف مع التغير المناخي في منطقة بحر البلطيق) في عام 2013، خطة عمل للتكيف مع التغير المناخي في مناطق بحر البلطيق. ركزت على استراتيجيات لبناء المعرفة حول التكيف مع التغير المناخي وتبادلها، وتعميم ذلك، وعلى ربط استراتيجيات الدول في منطقة بحر البلطيق للتكيف مع التغير المناخي.